# Самутсонгкхрам (провінція)
Самутсонгкхра́м (з тайськ. สมุทรสงคราม) — провінція (чангват) в Центральному регіоні Таїланду. На сході межує з провінцією Самутсакхон, на заході й півночі — з провінцією Ратчабурі, на півдні — з провінцією Пхетчабурі.
Територія провінції розташована в гирлі річки Меклонг та на узбережжі Сіамської затоки. З річки вода для зрошування розподіляється по всій провінції. По морському узбережжі відбувається видобуток солі. Мілина Донхой відома своїм ендемічним видом молюсків — Solen regularis.
Із санскриту назва провінції означає морська армія. Населення провінції називає її Меклонг, через річку, що протікає через її територію.
Площа провінції становить 416,7 км², що являє собою найменшу провінцію Таїланду.
Населення провінції становить 204 177 осіб (2000), і за цим показником вона є передостанньою серед усіх провінцій країни.
Адміністративний центр — місто Самутсонгкхрам. Губернатор — Опхат Саветмані (з жовтня 2007 року).
В період існування держави Аюттхая територія сучасної провінції називалась Суаннок (з тайськ. Зовнішній сад) та була під владою Ратчабурі. В часи правління короля Таксіна Суаннок став провінцією. Тут народились королева Рами І Амаріндра та король Рама II (місто Ампхава, де зараз створений меморіальний парк).
Тут народились найвідоміші і перші офіційно зареєстровані сіамські близнюки Чанг і Енг Банкери.

## Адміністративний поділ

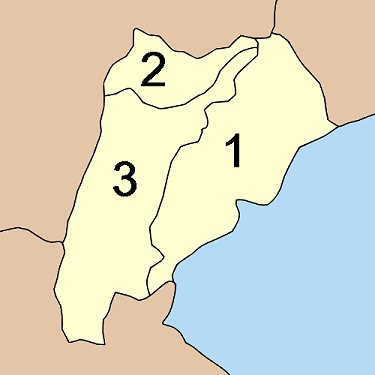
Райони

Провінція поділяється на 3 райони (ампхе), які в свою чергу поділяються на 38 підрайонів (тамбон) та 284 поселення (мубан). Провінція має 1 містечко (тхесабан-муенг) та 3 міських селища (тхесабан-тамбон).
| № | Район          | Площа, км² | Населення, осіб |
| - | -------------- | ---------- | --------------- |
| 1 | Самутсонгкхрам | 169,1      | 103 268         |
| 2 | Бангкхонтхі    | 77,5       | 33 741          |
| 3 | Ампхава        | 170,2      | 55 799          |